# 小贝廷根

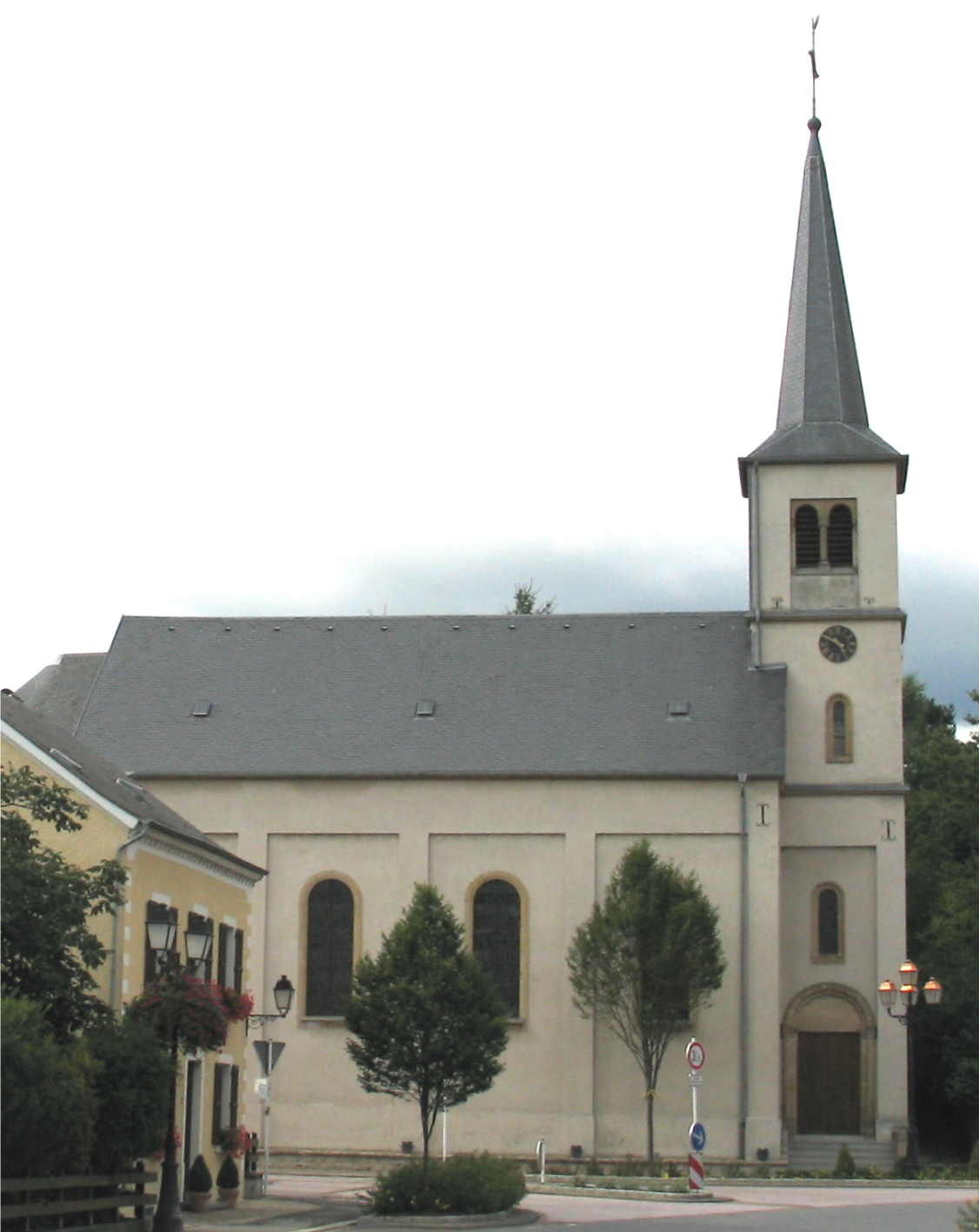
教堂

小贝廷根（德語：Kleinbettingen）是卢森堡西部施泰因福特市的一个小镇。截至2023年，该镇人口为1,163。  
49°38.75′N 5°54.93′E / 49.64583°N 5.91550°E